# Ландесхауптман

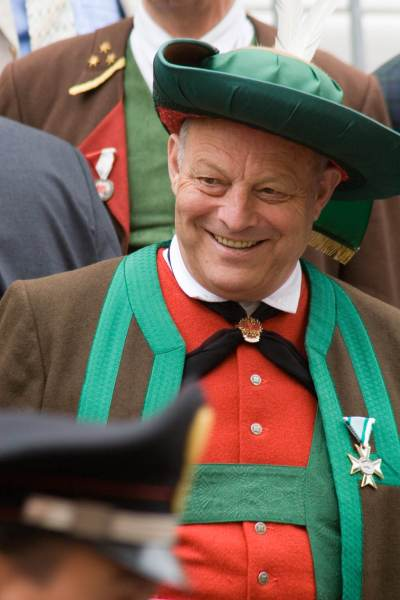
Луис Дурнвальдер (2009), ландесхауптман Южного Тироля в 1989—2014 годах

Ландесхауптман (нем. Landeshauptmann; «государственный капитан», множественное число нем. Landeshauptleute, женская форма: нем. Landeshauptfrau) — губернаторский титул главы правительства австрийской федеральной земли, а также итальянских автономных провинций Больцано и Трентино, соответствующий званию министра-президента или премьера. До 1933 года данный термин использовался в Пруссии для главы правительства провинции; в современных федеральных землях Германии для обозначения аналогичной должности используется термин нем. Ministerpräsident.

## Происхождение
С начала Нового времени ландесхауптман служил губернатором принца или императора Священной Римской империи, в основном на территориях, принадлежавших Габсбургской монархии — а позднее, и в Королевстве Пруссия. В Австрийской империи, согласно конституционному Февральскому патенту 1861 года, этот титул использовался для обозначения президента ландтага на землях Габсбургов (в Нижней Австрии, Богемии и Галиции использовалось иное обозначение — нем. Landmarschall), который также занимал пост главы администрации провинции.
В 1918 году, с распадом Австро-Венгрии и провозглашением республики Германская Австрия, были созданы временные государственные собрания и правительства земель во главе с ландесхауптманами. Конституция первой австрийской республики 1920 года (нем. Bundes-Verfassungsgesetz) объединила должности представителя федерального правительства и главы правительства земли. Сегодня титул «ландесхауптман» используется в Австрии, а также в Южном Тироле и Трентино — двух автономных провинциях Италии с сильными лингвистическими и культурными связями с соседней австрийской землёй Тироль. В Чешской Республике «гейтман» представляет каждый из 13 самоуправляющихся регионов («краёв», чеш. kraj). Титул также использовался в Германской империи для правителей на ранних этапах колониального управления Германской Юго-Западной Африкой (1893—1898), Тоголендом (1893—1898) и Германской Новой Гвинеей (1886—1889, 1892—1899).

## Австрия
В современной Австрии данный титул используется для главы исполнительной власти девяти австрийских федеральных земель, что эквивалентно позиции министра в германских землях. Ландесхауптман избирается ландтагом (региональным парламентом) соответствующей земли и приводится к присяге президентом Австрии. В качестве представителя федеративной земли на государственном уровне он также отвечает за соблюдение федеральных законов в своём регионе.
Бургомистр Вены также выступает в качестве ландесхауптмана, избранного муниципальным собранием (нем. Wiener Gemeiderat und Landtag). Когда Вальтрауд Класник (партия ÖVP) стала губернатором Штирии в 1996 году, она предпочла называть себя «госпожа ландесхауптман», тогда как Габи Бургсталлер (партия SPÖ), губернатор Зальцбурга с 2004 по 2013 год, предпочла версию «госпожа ландесхауптфрау». С 1 июля 1988 года Конституция Австрии допускает, но не предписывает, служебным обозначениям носить гендерный характер.

## Южный Тироль и Трентино
В соответствии с соглашением Грубера — Де Гаспери 1946 года и Вторым статутом автономии от 1972 года, главные исполнительные органы провинциальных правительств (итал. Presidente della Provincia autonoma) Южного Тироля и Трентино имеют немецкоязычные названия «ландесхауптман», во множественном числе «ландесхауптлойте» (нем. Landeshauptleute).
Глава правительства Южного Тироля избирается провинциальным законодательным органом — ландтагом. Ландесхауптман представляет провинцию за её пределами и на встречах регионов с итальянским правительством. Он также имеет право присутствовать на сессиях Совета Министров, на которых обсуждаются вопросы, затрагивающие южнотирольские интересы. При этом, два его заместителя обязаны представлять итальянскую и немецкую языковые группы жителей региона.
Несмотря на использование немецких терминов, содержащих корень «земля» (Land) — Landeshauptmann и Landtag — Южный Тироль и Трентино, в соответствии с итальянской концепцией государственного устройства, не являются федеративными землями, а лишь «субнациональными административными единицами», с 1972 года — автономными провинциями с расширенными полномочиями.

## Пруссия
С 1875 года для решения вопросов местного значения жители провинции образовывали провинциальный союз нем. Provinzialverbände. Представительным органом провинциального союза являлся ландтаг провинции (нем. Provinziallandtag), члены которого избирались крейстагами и городскими собраниями представителей городов окружного подчинения, исполнительным органом - провинциальный комитет (нем. Provinzialausschuss), председатель и члены которого избирались ландтагом провинции.
Первоначально провинциальную администрацию возглавляла «ландесдиректор», который избирался собранием на срок от 6 до 12 лет (в Померании — на пять лет). Занимающий этот пост являлся главой местного провинциальном самоуправлении (регионального правительства), в то время как нем. Oberpräsident провинции, назначенным королем, являлся представителем региона, а также занимался реализацией и контролем за исполнением решений центрального прусского правительства.
В последующие десятилетия термин «ландесхауптман» постепенно заменил прежнее выражение «ландесдиректор» во всех провинциях Пруссии, кроме одной. Когда в 1920 году Королевство превратилось в Свободное государство Пруссия, только ландтаг Бранденбурга решил сохранить традиционный титул. С отменой демократического самоуправления на всех уровнях власти в ходе процесса Гляйхшальтунга, произведённого нацистами после их прихода к власти в 1933 году, местные чиновники были удалены или вышли на пенсию, а их офисы остались вакантными.

## Клайпедский край
В Клайпедском крае (нем. Memelland), который после Первой мировой войны был передан от Восточной Пруссии Литве (после Клайпедского восстания 1923 года), продолжилось использование терминов «ландесдиректор» (то есть, член правительства). Главе же правительства был присвоен титул нем. Landespräsident («президент земли»).